# Denzelt (Echternach)

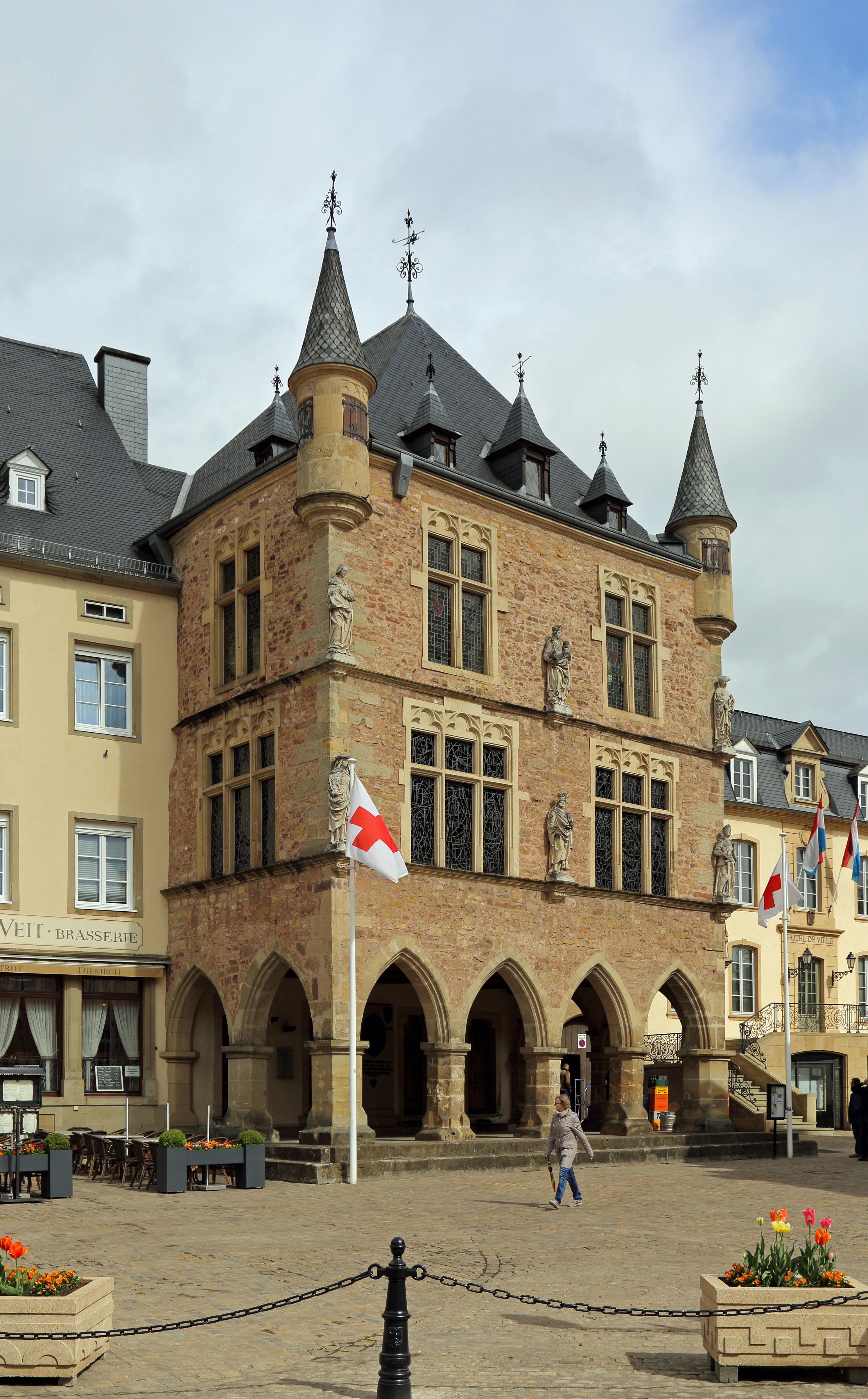
Der Dënzelt auf dem Echternacher Marktplatz

Der Denzelt (luxemburgisch: Dënzelt) ist ein historisches Gebäude auf dem Marktplatz von Echternach in Luxemburg und der ehemalige Dingstuhl der Stadt. Der Name stammt aus dem althochdeutschen Wort thing, was „Versammlung“ oder „Zusammenkommen“ bedeutet.

## Das Gebäude

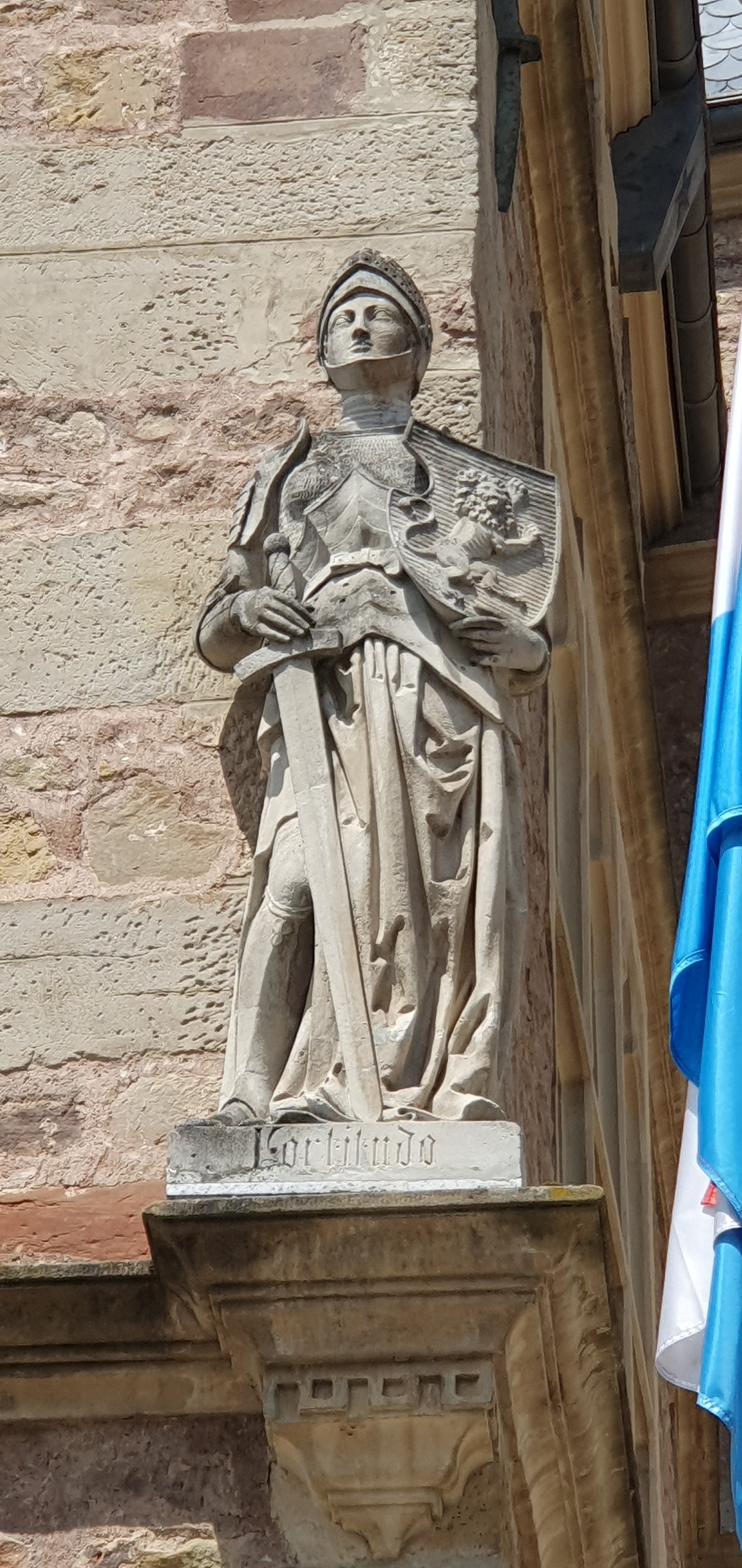
Tapferkeit (Fortitudo)

Ein genaues Baujahr des Gebäudes ist nicht bekannt, möglicherweise 1236. Im Jahr 1374 ließ Abt Wilhelm von Kerpen das Gebäude aufkaufen, das den Namen Dinstoil („Dingstuhl“) bzw. Dënzelt („Dingzelt“) erhielt. Der Bürger Johann Buschin hatte die Aufgabe, darin die Verwaltung der Stadt Echternach einzurichten. 1444, in der Amtszeit des Abtes Winand von Gluwel (1437–1465), wurde der Denzelt durch ein Feuer zerstört und wiederaufgebaut. Das innere Gewölbe des Gebäudes überstand das Feuer. Unter Abt Robert von Monreal († 1539) wurde der Denzelt 1520 im Stil der Spätgotik bzw. der Renaissance umgebaut. 1512 stattete Kaiser Maximilian I. Gebäude, Kloster und Stadt einen Besuch ab. Nach einem weiteren Feuer wurden unter Abt Benedikt Zender (1694–1717) im Jahr 1705 barocke Elemente hinzugefügt. 1895–1896 wurden weitere Änderungen an der Fassade nach Plänen des Architekten Karl Arendt vorgenommen. Neben den neugotischen Elementen wurden Statuen an der Fassade angebracht, Arbeiten des Aachener Bildhauers Lambert Piedboeuf aus dem Jahr 1896. Diese stellen die vier Kardinaltugenden Klugheit (Prudentia), Tapferkeit (Fortitudo), Mäßigung (Temperantia) und Gerechtigkeit (Justitia), die Mutter Gottes, König Salomon sowie den Abt Robert von Monreal (1506–1539) vorn an der rechten Seite als einzige historische Figur dar.
Im Zweiten Weltkrieg wurde das Gebäude teilweise zerstört, es wurde jedoch wiederaufgebaut. Zuletzt wurden 1993/1994 Sanierungsarbeiten durchgeführt, unter anderem am Dachstuhl.
Seit dem 4. Juni 1974 steht der Dënzelt als Nationaalt Monument unter Denkmalschutz.

## Funktion
Das Gebäude war der Sitz des ehemaligen Schöffengerichts, welches in der offenen Halle abgehalten wurde. Außerdem waren dort ein Gefängnis und eine Folterkammer untergebracht. Heutzutage befindet sich der Sitzungssaal der Stadt im Dënzelt. Hier werden die Sitzungen des Gemeinderats abgehalten. Ebenfalls befindet sich das Standesamt, Büros, das Stadtarchiv und ein Ausstellungsraum im Gebäude. Außen am Gebäude hinter den Frontarkaden ist eine Bronzeplatte mit dem Siegel der Gräfin Ermesinde II. und lateinischem Text angebracht, der an die Verleihung der Stadtrechte durch sie im Jahr 1236 erinnert. Das Siegel der Gräfin Ermesinde, flankiert von den Jahreszahlen 1236 und 1936, hat die Siegelumrandung: SIGILLVM HERMESSENDIS COMITISSE DE LVXEMBVRG(O) ET DE RVPE (Siegel Ermesindes, Gräfin von Luxemburg und von La Roche-en-Ardenne (lat. Rupes Arduennae)).
Darunter ist in lateinischen Bronzeunzialen eingelassen:
ERMESINDI EPTERNACVM POST SAECVLA SEPTEM

PIA REGENTE CAROLA MAGNA DVCE

HANC TABVLAM COMITI POSVIT QVAM LIBERTATVM

CHARTAM DEDISSE GRATA GAVDET CIVITAS
zu Deutsch:
Echternach hat nach sieben Jahrhunderten,

unter der fromm herrschenden Großherzogin Charlotte

diese Tafel für die Gräfin Ermesinde anbringen lassen,

dass sie (Gräfin Ermesinde) ihr den Freiheitsbrief gegeben hat,

freut sich die dankbare Stadt (Bürgerschaft).